# 1334 pr. n. št.

## Smrti
- Smenhkare, faraon Starega Egipta   (* ni znano)